# Stabilizarea frontului pe Siret (1916)
Acțiunile militare de stabilizare a frontului pe Siret au reprezentat o serie de lupte care s-au desfășurat în perioada 9/22 decembrie 1916 - ianuarie 1917 în nordul Munteniei și sudul Moldovei, având ca obiectiv principal stoparea înaintării forțelor centrale pe teritoriul național. Ele au avut ca rezultat înfrângerea forțelor ruso-române de către trupele Puterilor Centrale.
Luptele s-au desfășurat după încercarea de rezistență pe aliniamentul Râmnicu Sărat - Viziru și Bătălia de la Râmnicu Sărat, încheiate cu victoria forțelor centrale. După înfrângerea încercării de rezistență pe acest aliniament, forțele române și ruse au fost nevoite să continue mișcarea generală de retragere către sudul Moldovei. În final frontul s-a stabilizat pe aliniamentul Mănăstirea Cașin - Răcoasa - Năruja - Odobești - nord Focșani - cursul inferior al Siretului până la Dunăre.:p. 496

## Contextul operativ strategic

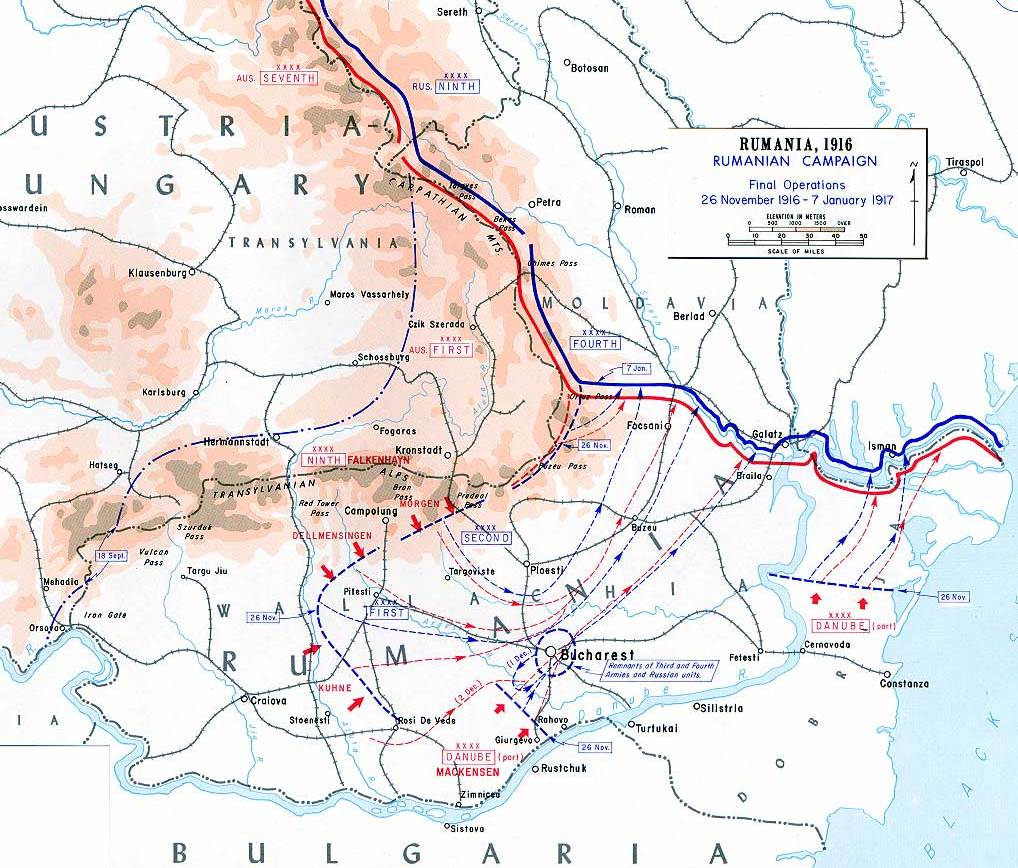
Ocuparea Munteniei, noiembrie-decembrie 1916

Acțiunile militare au făcut parte din operația de apărare a teritoriului Munteniei, cea de-a patra operație de nivel strategic desfășurată de Armata României în campania anului 1916.:pp 491-494
După Bătălia pentru București, încheiată cu victoria forțelor centrale, obiectivul comandamentului român era de a întârzia înaintarea inamicului prin acțiuni ofensive, în scopul de a câștiga timp pentru a permite concentrarea trupelor rusești, organizând rezistența pe aliniamente succesive, mai întâi pe aliniamentul Cricov - Ialomița iar ulterior pe linia de rezistență Râmnicu Sărat - Viziru - Dunărea.
După pierderea acestor aliniamente, forțele ruso-române au încercat să creeze o nouă poziție de rezistență, între Carpații Orientali și cursul inferior al râului Siret.

## Forțe participante

### Dispozitivul forțelor române
Aripa dreaptă a forțelor române era formată din Armata 2, comandată de generalul Alexandru Averescu, care ocupa dispozitiv de luptă de la râul Slănic până la comunicația Râmnicu Sărat-Focșani. Aripa stângă, până la Dunăre era formată de forțe ruse aparținând de Corpurile  4, 8 și 4 Siberian.:p. 495
Forțele Armatei 2 erau împărțite în două grupuri operative: „Grupul Oituz-Vrancea” - comandat de generalul Eremia Grigorescu și „Grupul Râmnic”, comandat de generalul Arthur Văitoianu.
Grupul Oituz-Vrancea era format din Divizia 15 Infanterie și Brigada 7 Mixtă iar Grupul Râmnic era format din Divizia 3 Infanterie, comandată de colonelul Alexandru Mărgineanu, Divizia 1 Infanterie, comandată de generalul Dumitru Stratilescu, Divizia 6 Infanterie, comandată de generalul Nicolae Arghirescu, Divizia 7 Infanterie, comandată de colonelul Grigore Bunescu și Divizia 12 Infanterie, comandată de generalul Traian Găiseanu.

### Dispozitivul forțelor germane
Forțele Puterilor Centrale erau grupate în două armate. Armata 9 germană comandată de generalul Erich von Falkenhayn avea ca
axă de înaintare calea ferată Buzău-Focșani, cu Grupul Kraft în stânga, în regiunea muntoasă și Grupul Morgen în dreapta. Armatei de Dunăre, formată din Grupul Kosch și forțe bulgare, înainta de-a lungul Dunării, pe direcția principală Slobozia - Brăila.:p. 522

## Comandanți
Comandanți români
- Comandantul Armatei 2 - General Alexandru Averescu
- Comandantul Grupului Râmnic - General Arthur Văitoianu
- Comandantul Grupului Oituz-Vrancea - General Eremia Grigorescu
- Comandantul Diviziei 3 Infanterie - General Alexandru Mărgineanu
- Comandantul Diviziei 1 Infanterie - General Dumitru Stratilescu
- Comandantul Diviziei 6 Infanterie - General Nicolae Arghirescu
- Comandantul Brigăzii 7 Mixte - Colonel Alexandru D. Sturdza

Comandanți ruși

- Comandant al Corpul 8 Armată - General Anton Ivanovici Denikin

Comandant al Corpul 4 Armată - General Eris Han Sultan Ghirei Aliev

Comandant al Corpul 4 Siberian - General Leonid-Otto Ottovici Sirelius

Comandanți ai Puterilor Centrale

- Comandant al Armatei 9 germană - General de infanterie Erich von Falkenhayn[4]:pp. 183-184

Comandant al Armatei de Dunăre - General August von Mackensen

Comandant al Diviziei 26 Infanterie turcă - Colonel Mustafa Izzet Bey

Comandant al Diviziei 1 Infanterie bulgară  - General Ianko Draganov

Comandant al Diviziei 12 Infanterie bulgară  - General Gheorghi Abadjiev:pp. 183-184